# Snmptt
SNMPTT - SNMP Trap Translator - (traducteur des traps SNMP) est un logiciel permettant de capturer et de traduire de manière compréhensible les messages trap remontés par les agents SNMP.
Ecrit en Perl, ce logiciel s'interface avec le daemon snmptrapd de la suite de logiciel Net-SNMP.